# Кусугак, Хосе
Хосе Кусугак (англ. Jose Kusugak; 2 мая 1950 года — 19 января 2011 года) — канадский политик, эскимос. Был инициатором стандартизации эскимосской письменности.

## Биография
Родители Хосе Кусугака работали в компании Гудзонова залива: отец был чернорабочим, а мать работала в химчистке. Хосе был вторым из 12 детей в семье. В 1960 году семья переехала в Рэнкин-Инлет. Кусугак обучался в Честерфилд-Инлет и в Черчилле (Манитоба). Высшее образование он получил в Саскатуне (Саскачеван), после чего вернулся в Рэнкин-Инлет и работал в филиале университета Саскачевана. Позднее он был преподавателем инуктитута и инуитской истории.
В 1971 году он обратился в Inuit Tapirisat of Canada (организацию эскимосов Канады) с идеей стандартизации эскимосской письменности. В результате он был назначен главой проекта и стал работать в центральном офисе организации в Оттаве. В конце 1974 года финансирование было получено и он переехал в Арвиат, где занимался стандартизацией системы вплоть до 1976 года.
Десять лет, с 1979 по 1989 годы, Кусугак проработал в Canadian Broadcasting Corporation на позиции менеджера региона Киваллик.
В апреле 2010 года Хосе Кусугак объявил, что болен раком, а 18 января 2011 года он скончался дома в Рэнкин-Инлет в окружении семьи.

## Политическая карьера
Кусугак занялся политикой ещё во время ожидания финансирования проекта инуитской письменности. Он был активным помощником Тагака Кёрли, первого президента организации Inuit Tapirisat of Canada. Он занимался разъяснением понятия раздела земли жителям Арктики, а в 1974 году уехал на Аляску изучать систему местных договоров.
В 1990 году Хосе Кусугак продолжил активную политическую карьеру. Около 10 лет, до апреля 2000 года, он был президентом организации эскимосов Нунавута (Nunavut Tunngavik Incorporated). В июне 2000 года Кусугак был выбран президентом организации эскимосов Канады и оставался на своём посту до 2006 года.

## Семья
Жена Хосе Кусугака, Нелли Кусугак, долгое время работала инструктором в Арктическом колледже в Ранкин-Инлет. 15 января 2010 года она была назначена заместителем комиссара Нунавута. Исполняла обязанности комиссара до мая 2010 года, когда этот пост заняла Эдна Элиас.